# Odafe Oweh
Odafe Jayson Oweh (geboren am 15. Dezember 1998 in Hackensack, New Jersey) ist ein US-amerikanischer American-Football-Spieler auf der Position des Outside Linebackers. Er spielt für die Baltimore Ravens in der National Football League. Zuvor spielte er College Football für Penn State und wurde in der ersten Runde im NFL Draft 2021 von den Baltimore Ravens ausgewählt.

## Frühe Jahre
Oweh besuchte die Blair Academy in Blairstown, New Jersey. Er nahm am 2018er Under Armour All-America Game teil und entschied sich für die Footballmannschaft der Pennsylvania State University, die Penn State Nittany Lions, College Football zu spielen.

## College
In seiner Freshman-Saison spielte er vier Spiele und konnte zwei Sacks verbuchen. Da er nur in vier Partien eingesetzt worden war, konnte er sich die Saison als Redshirt-Jahr anrechnen lassen. 2019 spielte er in 13 Spielen, bei einem davon stand er in der Startaufstellung. Dabei konnte er 21 Tackles und fünf Sacks verbuchen. In der Saison 2020 startete er in sieben Spielen, zwei Spiele verpasste er verletzungsbedingt. Zwar konnte er keinen Sack verbuchen, dafür erzielte er 38 Tackles. Nach der Saison wurde erstmals in das First Team All-Big Ten berufen. Danach entschied er sich, vorzeitig das College zu verlassen und sich für den NFL Draft anzumelden, obwohl er noch drei Jahre lang die Spielberechtigung gehabt hätte.

## NFL
Oweh wurde im NFL Draft 2021 von den Baltimore Ravens in der ersten Runde mit dem 31. Pick ausgewählt. Die Ravens hatten diesen Pick erhalten, nachdem sie Orlando Brown Jr. zu den Kansas City Chiefs tauschten. Kurz nach dem Draft verkündete er, dass er zukünftig mit seinem Erstnamen Odafe genannt werden möchte und nicht mehr mit Jayson, seinem Zweitnamen. Im College hatte er seinen Zweitnamen benutzt, da die Aussprache seines Erstnamens für Verwirrung gesorgt hatte. Am 11. Juni 2021 unterschrieb er einen Vierjahresvertrag über 12,6 Millionen US-Dollar.
In Woche 2 der Saison 2021 beim Spiel gegen die Kansas City Chiefs konnte er spät im vierten Viertel einen Fumble von Clyde Edwards-Helaire erzwingen und danach aufnehmen. Dies sorgte dafür, dass die Ravens das Spiel noch drehen und mit 36:35 gewinnen konnten. Für seine Leistung wurde er zum Defensive Player of the Week gekürt. Insgesamt spielte Oweh eine starke erste Hälfte der Saison, danach nahm seine Leistung etwas ab. Verletzungsbedingt verpasste er die letzten beiden Spiele. Er beendete die Saison mit fünf Sacks in 15 Spielen und hatte damit die zweitmeisten Sacks des Teams hinter Tyus Bowser. Mit einer Bilanz von 8–9 verpasste er mit den Ravens die Playoffs, für seine Leistungen wurde er in das PFWA All-Rookie Team gewählt.

### NFL-Statistiken
| Saison                             | Saison | Spiele | Spiele      | Tackles | Tackles | Tackles | Tackles | Interceptions | Interceptions | Interceptions | Interceptions | Interceptions | Fumbles | Fumbles | Fumbles |
| Jahr                               | Team   | Spiele | als Starter | Gesamt  | Solo    | Ast     | Sacks   | PD            | INT           | Yds           | Lng           | TD            | FF      | FR      | TD      |
| ---------------------------------- | ------ | ------ | ----------- | ------- | ------- | ------- | ------- | ------------- | ------------- | ------------- | ------------- | ------------- | ------- | ------- | ------- |
| 2021                               | BAL    | 15     | 2           | 33      | 23      | 10      | 5,0     | 1             | 0             | 0             | 0             | 0             | 3       | 2       | 0       |
| 2022                               | BAL    | 17     | 6           | 43      | 30      | 13      | 3,0     | 0             | 0             | 0             | 0             | 0             | 1       | 1       | 0       |
| 2023                               | BAL    | 13     | 5           | 23      | 20      | 3       | 5,0     | 0             | 0             | 0             | 0             | 0             | 2       | 0       | 0       |
| 2024                               | BAL    | 17     | 10          | 39      | 25      | 14      | 10,0    | 0             | 0             | 0             | 0             | 0             | 1       | 0       | 0       |
| Gesamt                             | Gesamt | 45     | 13          | 99      | 73      | 26      | 13,0    | 1             | 0             | 0             | 0             | 0             | 6       | 3       | 0       |
| Quelle: pro-football-reference.com |        |        |             |         |         |         |         |               |               |               |               |               |         |         |         |